# 黒住英司
黒住 英司（くろずみ えいじ、1969年 - ）は日本の経済学者。専門は、統計学・計量経済学。博士（経済学）（一橋大学・課程博士・2000年）。一橋大学大学院経済学研究科教授。日本統計学会研究業績賞、小川研究奨励賞受賞。時系列分析やパネルデータ分析の理論研究で有名。

## 人物・経歴
1992年一橋大学経済学部卒業、財団法人電力中央研究所経済社会研究所経済部経営研究室研究員。1997年一橋大学大学院経済学研究科修士課程修了。2000年一橋大学大学院経済学研究科博士後期課程修了、学位論文"Essays on Testing for Stationarity Possibly with Seasonality and A Structural Change"で一橋大学より博士（経済学）の学位を取得。審査員山本拓、高橋一、斯波恒正、田中勝人、中妻照雄。
日本学術振興会特別研究員を経て、2000年一橋大学大学院経済学研究科講師。2003年同助教授。ボストン大学経済学部客員研究員、京都大学経済研究所金融工学研究センター客員助教授を経て、2009年一橋大学経済学研究科教授。2014年シンガポール国立大学で在外研究。この間、日本統計学会理事等を歴任。
2008年日本統計学会第22回小川研究奨励賞受賞。2015年には、時系列データ分析やパネルデータ分析の理論研究で顕著な功績をあげているとして、第9回日本統計学会研究業績賞を受賞した。

## 著作

### 著書
- 『穴埋め式　統計数理らくらくワークブック』（藤田岳彦と共著）講談社 2003年
- 『統計学』（森棟公夫, 照井伸彦,中川満,西埜晴久と共著）有斐閣 2008年 改訂版2015年
- 『経済時系列分析ハンドブック』（刈屋武昭,前川功一,矢島美寛,福地純一郎,川﨑能典編、共著）朝倉書店 2012年
- 『教養としての経済学』（一橋大学経済学部編）有斐閣 2013年
- 『計量経済学』東洋経済新報社 2016年